# Campionati europei di judo 1958
I Campionati europei di judo 1958 sono stati la 7ª edizione della competizione organizzata dalla European Judo Union.
Si sono svolti a Barcellona, in Spagna, dal 10 all'11 maggio 1958.

## Medagliere
| Pos.   | Nazione        | Oro | Argento | Bronzo | Totale |
| ------ | -------------- | --- | ------- | ------ | ------ |
| 1      | Paesi Bassi    | 4   | 1       | 4      | 9      |
| 2      | Francia        | 3   | 6       | 3      | 12     |
| 3      | Regno Unito    | 2   | 1       | 2      | 5      |
| 4      | Austria        | 1   | 0       | 0      | 1      |
| 6      | Germania Ovest | 0   | 1       | 2      | 3      |
| 7      | Spagna         | 0   | 0       | 4      | 4      |
| 8      | Belgio         | 0   | 0       | 1      | 1      |
| 8      | Italia         | 0   | 0       | 1      | 1      |
| Totale | Totale         | 10  | 9       | 15     | 34     |

## Podi

### Uomini
| Evento         | Oro             | Argento         | Bronzo                             |
| 1º dan         | Michel Bourgoin | Marcel Nottola  | Jan van Ierland Jo Dirks           |
| 2º dan         | John Newman     | Franz Sinek     | Alan Petherbridge Enrique Aparicio |
| 3º dan         | Robert Dazzi    | Douglas Young   | Daniel Outelet Tonny Wagenaar      |
| 4º dan         | Anton Geesink   | Bernard Pariset | Robert Picard Denis Bloss          |
| fino a 63 kg   | Jan De Waal     |                 |                                    |
| fino a 68 kg   | Jacques Pujol   | Guy Lample      | Johann Goor                        |
| fino a 80 kg   | Walter Gauhs    | Marcel Nottola  | Tonny Wagenaar                     |
| oltre 80 kg    | Henri Courtine  | Robert Dazzi    | Enrique Aparicio Eizaguirre Gómez  |
| Categoria Open | Anton Geesink   | Bernard Pariset | Jan van Ierland Gerhard Alpers     |
| Gara a squadre | Regno Unito     | Paesi Bassi     | Cecoslovacchia Italia              |